# حسن حسن (تیرانداز)
حسن حسن (انگلیسی: Hassan Hassan؛ زادهٔ ۹ مارس ۱۹۶۳)  تیرانداز اهل عراق است. وی در بازی‌های المپیک تابستانی ۱۹۹۲ و ۱۹۹۶ شرکت کرده‌است.